# Нёрни (Килдэр)
Нёрни (англ. Nurney; ирл. An Urnaí) — деревня в Ирландии, находится в графстве Килдэр (провинция Ленстер) у региональной дороги R415.

## Демография
Население — 354 человека (по переписи 2006 года). В 2002 году население составляло 239 человек.
Данные переписи 2006 года:
| Общие демографические показатели |               |                               |                               |      |      |
| Всё население                    | Всё население | Изменения населения 2002—2006 | Изменения населения 2002—2006 | 2006 | 2006 |
| 2002                             | 2006          | чел.                          | %                             | муж. | жен. |
| 239                              | 354           | 115                           | 48,1                          | 180  | 174  |